# Travaillan
Travaillan település Franciaországban, Vaucluse megyében. Lakosainak száma 721 fő (2022. január 1.). Travaillan Cairanne, Camaret-sur-Aigues, Sainte-Cécile-les-Vignes, Sérignan-du-Comtat és Violès községekkel határos.

## Népesség
A település népessége az elmúlt években az alábbi módon változott:
| Lakosok száma | 706  | 721  | 740  | 722  | 717  | 711  | 712  | 713  | 721  |
|               | 2013 | 2015 | 2016 | 2017 | 2018 | 2019 | 2020 | 2021 | 2022 |